# لويس فرناندو راميريز
لويس فرناندو راميريز (بالإسبانية: Luis Fernando Ramírez Acuña)‏ هو سياسي كولومبي، ولد في 1959 في كولومبيا. حزبياً، نشط في القوة الديمقراطية الجديدة. وقد انتخب وزير الدفاع ‏.